# IC 4589
IC 4589 је појединачна звијезда у сазвјежђу Змијоноша која се налази на листи објеката дубоког неба у Индекс каталогу.
Деклинација објекта је - 6° 23' 7" а ректасцензија 16h 7m 24,6s.